# الیم تنا
الیم تنا (به لاتین: Alem Tena) یک منطقهٔ مسکونی در اتیوپی است که در اتیوپی واقع شده‌است.

## خصوصیات
الیم تنا ۱۳٬۵۲۹ نفر جمعیت دارد و ۱٬ ۶۱۱ متر بالاتر از سطح دریا واقع شده‌است.